# Michael Olowokandi
Michael Olowokandi (Lagos, 3 de abril de 1975) es un exjugador de baloncesto nigeriano que jugó nueve temporadas en la NBA. Con 2,13 metros de estatura jugaba en la posición de pívot.

## Trayectoria profesional

### Instituto
Asistió al instituto Newlands Manor de Seaford, en el condado de Sussex Oriental, donde estableció récords británicos por edad en salto de longitud y triple salto, y también jugó como mediocampista en fútbol. Medía 2,03 metros a los 16 años, creciendo 15 centimétros en dos años. Tocó el baloncesto por primera vez a los 17 y comenzó a jugar a los 18.

### Universidad
Ingresó a la Universidad Brunel de Londres como estudiante de ingeniería mecánica, donde hizo atletismo, cricket y rugby. Hizo una prueba con los Thames Valley Tigers de la Budweiser Basketball League, pero no consiguió el contrato.
Entonces decidió mudarse a Estados Unidos y jugó durante tres años con los Tigers de la Universidad del Pacífico, donde en su última temporada promedió unos espectaculares 22,2 puntos, 11,2 rebotes y 3 tapones por partido, lo que hizo plantearse el dar el salto a la NBA anticipadamente.

#### Estadísticas
| Año     | Equipo  | PJ | PT | MPP  | %TC  | %3P | %TL  | RPP  | APP | ROB | TPP | PPP  |
| ------- | ------- | -- | -- | ---- | ---- | --- | ---- | ---- | --- | --- | --- | ---- |
| 1995–96 | Pacific | 25 | –  | 10.3 | .526 | –   | .556 | 3.4  | .2  | .1  | 1.3 | 4.0  |
| 1996–97 | Pacific | 19 | –  | 22.8 | .570 | –   | .333 | 6.6  | .4  | .4  | 1.7 | 10.9 |
| 1997–98 | Pacific | 33 | –  | –    | .609 | –   | .485 | 11.2 | .8  | .3  | 2.9 | 22.2 |
| Total   | Total   | 77 | –  | 15.7 | .592 | –   | .466 | 7.5  | .5  | .2  | 2.1 | 13.5 |

### Profesional
Fue elegido en la primera posición del Draft de la NBA de 1998 por L.A. Clippers. Se esperaba mucho de él, pero en cambio tuvo una actuación discreta para lo que se espera de un número 1 del draft, promediando tan solo 8,9 puntos y 7,9 rebotes por partido. Sus continuas lesiones tampoco favorecieron su progresión.
El 5 de enero de 1999, en pleno lockout, firmó con el Kinder Bologna. Con el equipo italiano, disputó 3 partidos de temporada regular y 3 de Euroliga.
Tras cinco temporadas en Los Ángeles, en el verano de 2004 firmó por Minnesota Timberwolves.
El 26 de noviembre de 2004, fue suspendido por los Timberwolves durante dos partidos tras ser detenido por negarse a abandonar un club nocturno de Indianápolis. El 16 de enero de 2005, fue suspendido por la NBA durante cuatro partidos por una pelea con Nenê de los Denver Nuggets, durante el partido disputado la noche anterior.
Después de dos años y medio en Minnesota, el 26 de enero de 2006 fue traspasado a los Celtics en una operación que incluía a 7 jugadores.
A lo largo de su carrera, tras 500 partidos disputados, promedió 8,3 puntos y 6,8 rebotes por partido. Está considerado como uno de los mayores errores en las elecciones del Draft de toda la historia, habiendo sido elegido por delante de jugadores como Vince Carter, Antawn Jamison, Dirk Nowitzki, Paul Pierce, Mike Bibby o Rashard Lewis.

## Estadísticas de su carrera en la NBA

### Temporada regular
| Año     | Equipo        | PJ  | PT  | MPP  | %TC  | %3P | %TL  | RPP | APP | ROB | TPP | PPP  |
| ------- | ------------- | --- | --- | ---- | ---- | --- | ---- | --- | --- | --- | --- | ---- |
| 1998-99 | L.A. Clippers | 45  | 36  | 28.4 | .431 | –   | .483 | 7.9 | .6  | .6  | 1.2 | 8.9  |
| 1999-00 | L.A. Clippers | 80  | 77  | 31.2 | .437 | –   | .651 | 8.2 | .5  | .4  | 1.8 | 9.8  |
| 2000-01 | L.A. Clippers | 82  | 82  | 25.9 | .435 | –   | .545 | 6.4 | .6  | .4  | 1.3 | 8.5  |
| 2001-02 | L.A. Clippers | 80  | 79  | 32.1 | .433 | –   | .622 | 8.9 | 1.1 | .7  | 1.8 | 11.1 |
| 2002-03 | L.A. Clippers | 36  | 36  | 38.0 | .427 | –   | .657 | 9.1 | 1.3 | .5  | 2.2 | 12.3 |
| 2003-04 | Minnesota     | 43  | 25  | 21.5 | .425 | –   | .590 | 5.7 | .6  | .4  | 1.6 | 6.5  |
| 2004-05 | Minnesota     | 62  | 34  | 19.6 | .456 | –   | .667 | 5.2 | .5  | .2  | .9  | 5.9  |
| 2005-06 | Minnesota     | 32  | 24  | 23.5 | .446 | –   | .487 | 5.6 | .5  | .6  | .8  | 6.0  |
| 2005-06 | Boston        | 16  | 0   | 10.4 | .444 | –   | .625 | 2.6 | .4  | .2  | .4  | 2.8  |
| 2006-07 | Boston        | 24  | 0   | 9.8  | .413 | –   | .667 | 2.0 | .2  | .3  | .5  | 1.7  |
| Total   | Total         | 500 | 393 | 26.3 | .435 | –   | .597 | 6.8 | .7  | .5  | 1.4 | 8.3  |

### Playoffs
| Año   | Equipo    | PJ | PT | MPP  | %TC  | %3P  | %TL  | RPP | APP | ROB | TPP | PPP |
| ----- | --------- | -- | -- | ---- | ---- | ---- | ---- | --- | --- | --- | --- | --- |
| 2004  | Minnesota | 15 | 2  | 14.9 | .324 | .000 | .875 | 3.5 | .1  | .1  | .7  | 2.1 |
| Total | Total     | 15 | 2  | 14.9 | .324 | .000 | .875 | 3.5 | .1  | .1  | .7  | 2.1 |

## Vida personal
Michael nació en Lagos, Nigeria, siendo el mayor de cinco hermanos. Su padre, Ezekiel, era diplomático nigeriano. Cuando tenía 3 años, su familia se mudó a Londres , donde se crio. Tiene ciudadanía nigeriana y no tenía pasaporte británico en 2004. Luego se trasladó a Estados Unidos para jugar al baloncesto.

## Logros y reconocimientos
Universidad
- Jugador del Año de la Big West (1998).

NBA
- Elegido en el segundo mejor equipo de rookies (1999).

Honores
- Dorsal número 55, retirado por los Pacific Tigers.